# The Tulse Luper Suitcases

The Tulse Luper Suitcases est un projet multimédia britannique de Peter Greenaway comprenant des films distribués de différentes manières - quatre longs métrages (trois « sources » et un film récapitulatif), une série télévisée en 16 épisodes et sous la forme de 92 DVD), des sites Internet et des CD-ROM comprenant des jeux vidéo ainsi que des livres.
Le projet est décrit par Greenaway comme une histoire personnelle de l'Uranium et comme l'autobiographie d'un prisonnier professionnel. Il est structuré autour des 92 valises ayant appartenu à Luper (92 étant le numéro atomique de l'uranium, ainsi que le nombre utilisé par Greenaway dans la structure formelle de ses précédents travaux comme The Falls). Chaque valise contient un objet pour représenter le monde.

## Synopsis
Luper est né en 1911 à Newport, et a disparu au cours des années 1970 dans d'obscures prisons de Russie et d’Extrême-Orient. Il aurait eu 100 ans en 2011. Tout au long du siècle, il a archivé sa vie dans 92 valises. Il semble que Luper ait été présent à certains des événements clés du XXe siècle : premier test nucléaire au Nouveau-Mexique, Mai 68, chute du mur de Berlin.

## Fiches techniques
- Réalisation : Peter Greenaway
- Scénario : Peter Greenaway
- Pays d'origine : Royaume-Uni

### The Tulse Luper Suitcases, Part 1: The Moab Story
- Titre français : The Tulse Luper Suitcases, Part 1: The Moab Story
- Format : Couleurs - 35 mm - 1,85:1
- Durée : 127 minutes
- Date de sortie :
  - 24 mai 2004 : Festival de Cannes 2003

### The Tulse Luper Suitcases, Part 2: Vaux to the Sea
- Titre français : The Tulse Luper Suitcases, Part 2: Vaux to the Sea
- Format : Couleurs - 35 mm - 1,85:1
- Durée : 108 minutes
- Date de sortie :
  - février 2004 : Berlinale 2004

### The Tulse Luper Suitcases, Part 3: From Sark to the Finish
- Titre français : The Tulse Luper Suitcases, Part 3: From Sark to the Finish
- Format : couleurs - 35 mm - 1,85:1
- Durée : 105 minutes
- Date de sortie :
  - 6 septembre 2004 : Festival international du film de Toronto

### A Life in Suitcases
Le dispositif transmédia s'accompagnait d'un jeu en ligne. Une fois ce jeu ayant trouvé un gagnant, un quatrième film récapitulatif est sorti, A Life in Suitcases (sous-titré The Tulse Luper Journey). Ce film est un condensé des trois autres.
- Titre français : A Life in Suitcases
- Format : couleurs - 35 mm - 1,85:1 - Dolby Digital
- Durée : 120 minutes
- Date de sortie : 2005

## Distribution
- JJ Feild : Tulse Luper / Floris Creps
- Caroline Dhavernas : Passion Hockmeister
- Jordi Mollà : Jan Palmerion
- Steven Mackintosh : Gunther Zeloty
- Raymond J. Barry : Stephen Figura
- Yorick van Wageningen : Julian Lephrenic
- Jack Wouterse : Erik van Hoyten
- Valentina Cervi : Cissie Colpitts
- Ornella Muti : Mathilde Figura
- Anna Galiena : madame Plens
- Franka Potente : Trixie Boudain
- Isabella Rossellini : Mme Moitessier
- Ronald Pickup : monsieur Moitessier
- Maria Schrader : Felicite
- Scot Williams : Percy Hockmeister
- Enrique Alcides : Hans Heiner
- Barbara Tarbuck : Ma Fender
- Drew Mulligan : Martino Knockavelli
- Naím Thomas : Hercule
- Nilo Mur : Pip
- Tom Bower : Tom Fender
- Marcel Iures : General Foestling
- Renata Litvinova : Constance Bulitsky